# Wilhelm Kreuz
Wilhelm Kreuz   (Viena, 29 de maig de 1949) és un exfutbolista austríac de la dècada de 1970.
Fou internacional amb la selecció de futbol d'Àustria.
Pel que fa a clubs, destacà a Admira Energie (1966–1972), Sparta Rotterdam (1972–1974), Feyenoord Rotterdam (1974–1978), i SK VÖEST Linz (1978–1982).
Trajectòria com a entrenador:
- 1986–1987 Admira Wacker (assistent)
- 1987–1988 Admira Wacker
- 1988–1990 SK VÖEST Linz
- 1990–1993 SV Stockerau
- 1993–1994 FC ÖMV Stadlau
- 1994–1995 VSE Sankt Pölten
- 2006–2007 SV Donau